# Eksainetos z Akragas
Eksainetos (gr. Εξαίνετος) – starożytny grecki biegacz pochodzący z Akragas na Sycylii, olimpijczyk.
Dwukrotnie, w 416 i 412 roku p.n.e., odniósł zwycięstwo w biegu na stadion na igrzyskach olimpijskich. Po swoim drugim triumfie w Olimpii zgodnie ze świadectwem Diodora Sycylijskiego wjechał do rodzinnego miasta w pełnej przepychu procesji. Na czele, powożąc czterokonnym zaprzęgiem, jechał sam Eksainetos, towarzyszyło mu zaś 300 rydwanów, każdy zaprzężony w po dwa białe konie.